# ちゃんと (企業)
株式会社ちゃんと（Chanto Co.,Ltd.）は、かつて存在した外食産業の企業。

## 概要
大阪の焼肉レストランを経て独立した岡田賢一郎が仲間である川西直樹らと共に1993年、大阪府中央区心斎橋に設立。同年9月14日に心斎橋に第1号店となる「ちゃんと。心斎橋店」をオープンさせる（9月14日は岡田が敬愛するロックアーティスト、矢沢永吉の誕生日に因むもの）。
居酒屋・レストランの同業他社との差別化を図って岡田が創り上げた「キムチの王様」や「鯛のお刺身・上海風（および韓国風）」など、これまでの料理に別の素材や技法を組み合わせた創作料理が大いに評判を呼び、関西地区で一躍注目を集める。その後1995年10月に「日経レストランメニューグランプリ」で「キムチの王様」が大賞を受賞すると、同社は株式会社に改組、これまで関西地区に限定していた出店を各地に展開する（特に福岡のキャナルシティ博多店は月商3500万を記録した）。
一時は急成長から来る人材育成不足に悩まされていたが、1997年にイベント運営のプロデュースを担当していた井上盛夫を迎え、人材育成を柱とした経営の建て直しを計り、その後もヌーベルシノア「熱烈食堂」、斬新和食「橙家」、ちゃんと。による世界発信のレストランをコンセプトにスタートさせた「Ken's Dining」などの様々な業態のレストランを展開してゆく。また岡田が世界を股に掛けた出店展開を目指すための語学留学を表明し、話題を集めた。
2000年12月に、その行動のひとつとして大阪・心斎橋にあった本社機能を東京都港区西麻布へ移転し、東京を海外展開の窓口とすることで（当時大阪の景気が停滞していた折、成長が見込めなくなったので本社を移した、と岡田は後に語っている）、2001年に香港に同社初の海外店となる「橙家」を出店。さらに2006年4月にはニューヨークへ出店した。翌2007年にはハワイへも出店した。
“おいしく出来るものは、出来る限りおいしく。しかも安く。”をポリシーに掲げる新興外食産業企業の一つであり、矢沢永吉の曲から取った“鎖を引きちぎれ”が同社の社訓であった。
2011年2月10日、東京地裁に民事再生法の適用を申請。負債36億1100万円。

## 業態一覧
美食酒家 ちゃんと。
同社の核となる主力業態の一つで、形態は居酒屋ながらも、客の要望に対して細かに注文に応える独自のサービスを行い、同業態のセールスポイントにもなっていた。また同業態の看板メニュー「キムチの王様」は年間15万食をも売り上げたこともある。
新中華菜々 熱烈食堂
“中華料理を自由に、楽しく”をコンセプトに始まった業態の一つ。もともとは『ちゃんと。』に近いスタイルの店舗が関西一帯に増えた頃に岡田が考案した業態で、1996年に大阪・梅田にあるHEPナビオに第1号店として誕生する。翌年にはクイーンズスクエア横浜に関東展開の足がかりとなる2号店を出店。なおインテリアデザインは、関西を拠点に活躍するインテリアデザイナーとして名高い森田恭通の手によるものであった（同社が大阪に持つダイニングバー「Photogenic」も森田が内装を担当していた）。
斬新和食 橙家
新しい和食の創造をコンセプトに考案された業態。創作寿司などオリジナルメニューが豊富な一方で懐石料理や松花堂弁当など従来の和食のフィールドに則した料理も提供していた。
Ken's Dining（ケンズダイニング）
ちゃんと。初となるグローバルスタンダードをコンセプトにしたレストラン。1998年11月に同社が心斎橋に自社ビルを建て、その中に第1号店としてオープン。翌年には現在の本社がある西麻布にも出店し、同業者の半額近い10000円以下という客単価ながら月商5500万円を記録した。2000年以降は軽井沢や福岡などに出店した。またインテリアデザインは前出の森田恭通が担当していた。
韓式炉端 いふう
気軽に楽しめる韓国の料理をコンセプトに生まれた業態。
daisushi
「橙家」の寿司業態として2000年頃から展開されたが、2003年頃に全店舗撤退。
その他、代官山に店を構える朝鮮料理店「李南河（リ・ナンハ）」は李と同社の出資でオープンしたが、現在は同社から独立して店を経営している。また2001年から2005年まで表参道にあったカフェ・スイーツ専門店、「DUCAFE」は表参道の都市開発事業に伴い撤退すると共に、同社所有のレストラン、「Ken's Dining」が地下1階にある新宿FFビルの1階に移転して、店を再開したが再び閉店した。